# Bandeja

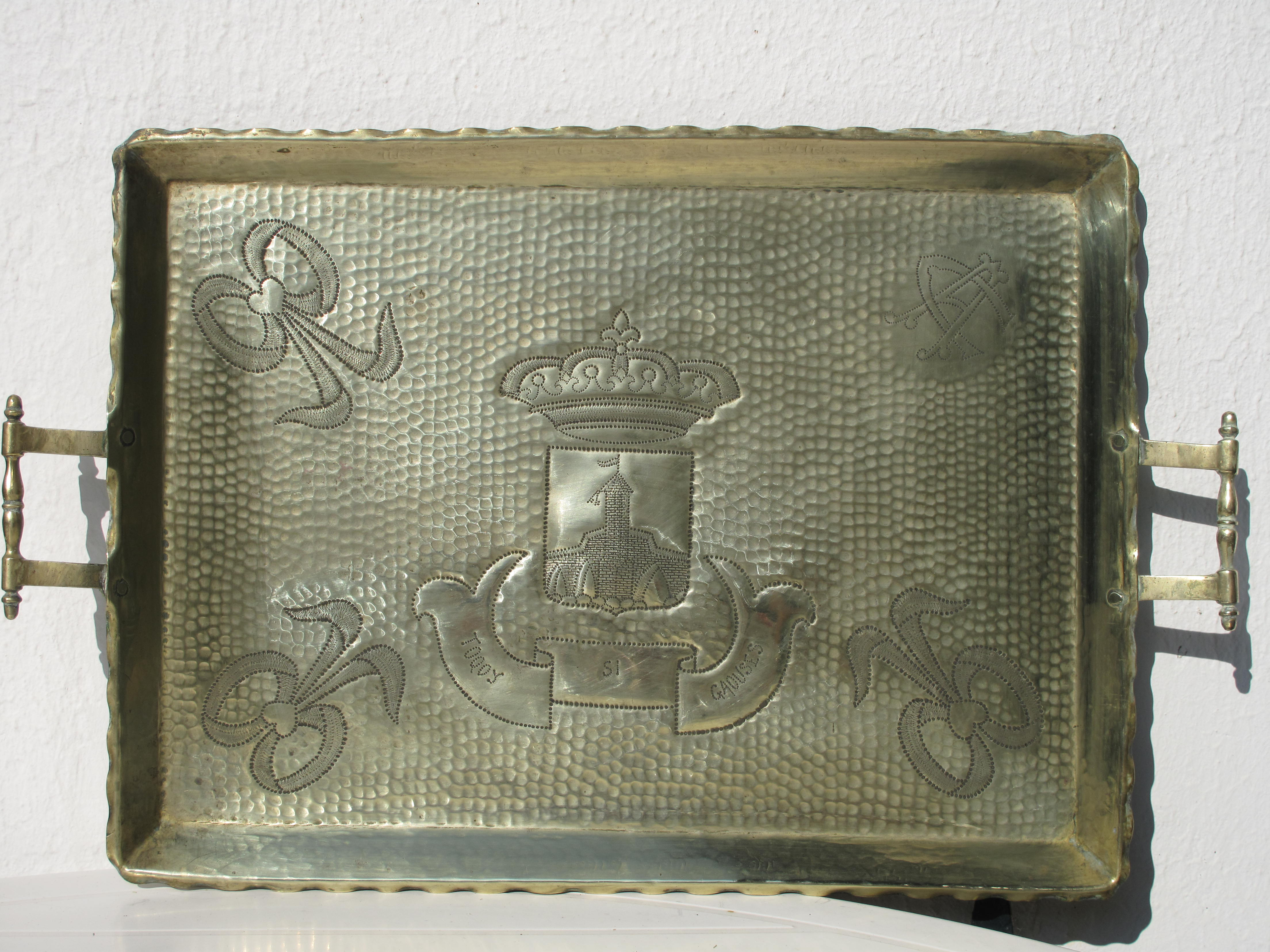
Salva de bronze (cerca de 1920).

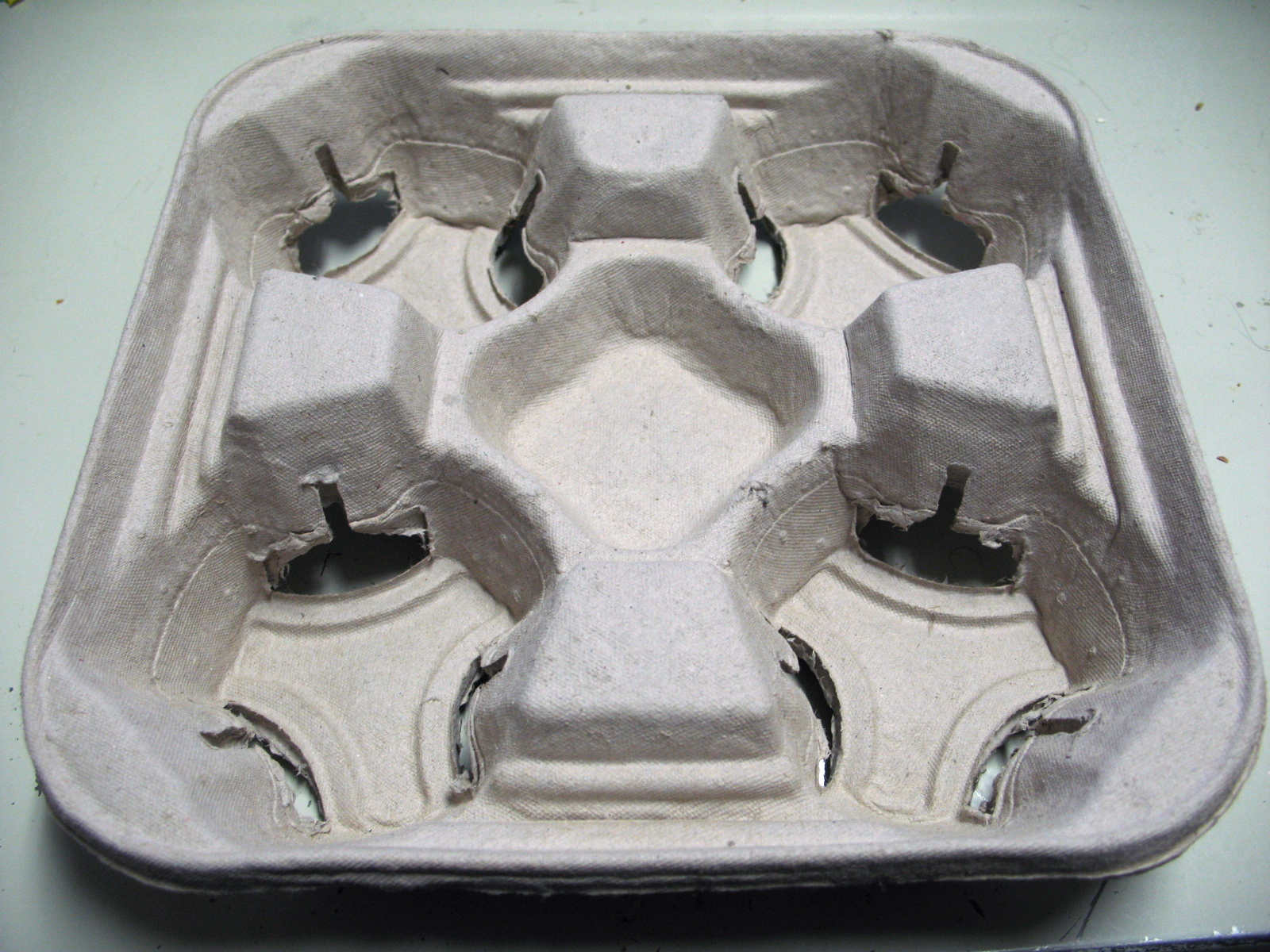
Bandeja de papier-mâché.

Uma bandeja, tabuleiro ou ainda salva (quando é de materiais nobres como prata, bronze, porcelana ou ouro) é uma plataforma rasa projetada para carregar coisas. É comumente utilizada para porções leves e menores, e pode ser feita de vários materiais, incluindo prata, bronze, ferro, folhas, madeiras, melamina e papier-mâché. Alguns exemplares tem galerias levantadas, alças, e pés curtos para a sustentação.
As bandejas são planas, mas com bordas elevadas para impedir que as coisas caiam delas. Elas são feitos em uma variedade de formas, mas são comumente encontradas em formas ovais ou retangulares, às vezes com alças nas laterais para facilitar o transporte.

## Exemplos

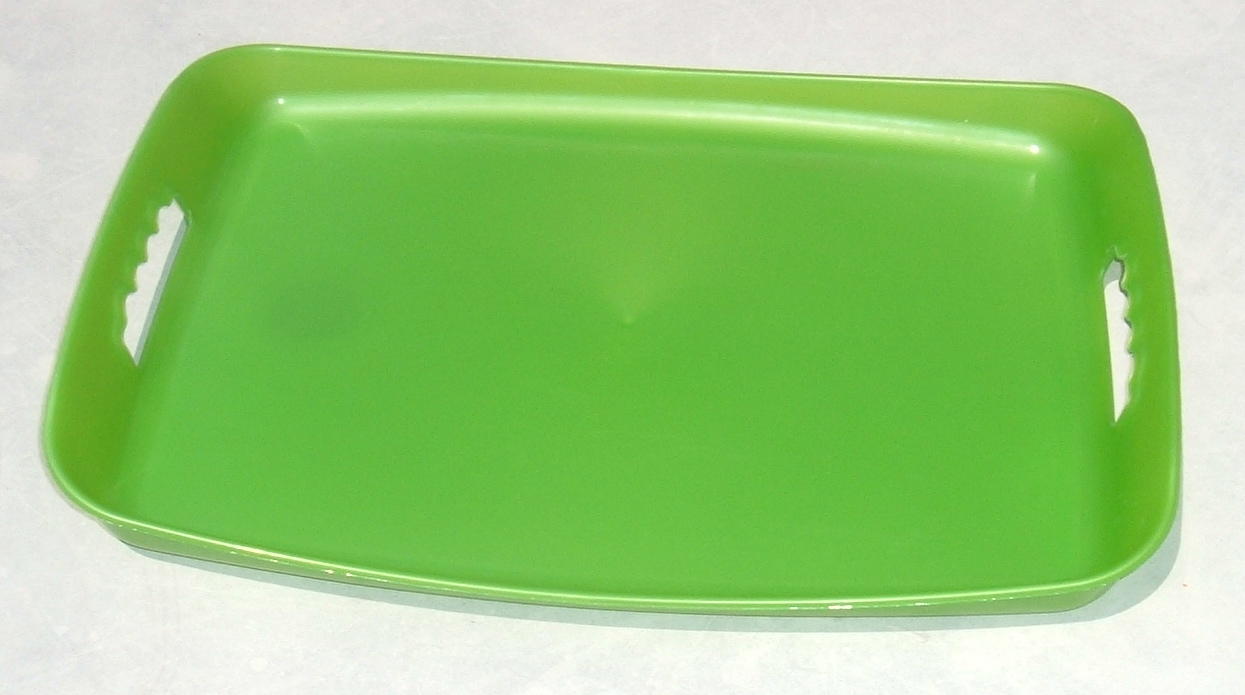
Bandeja plástica.

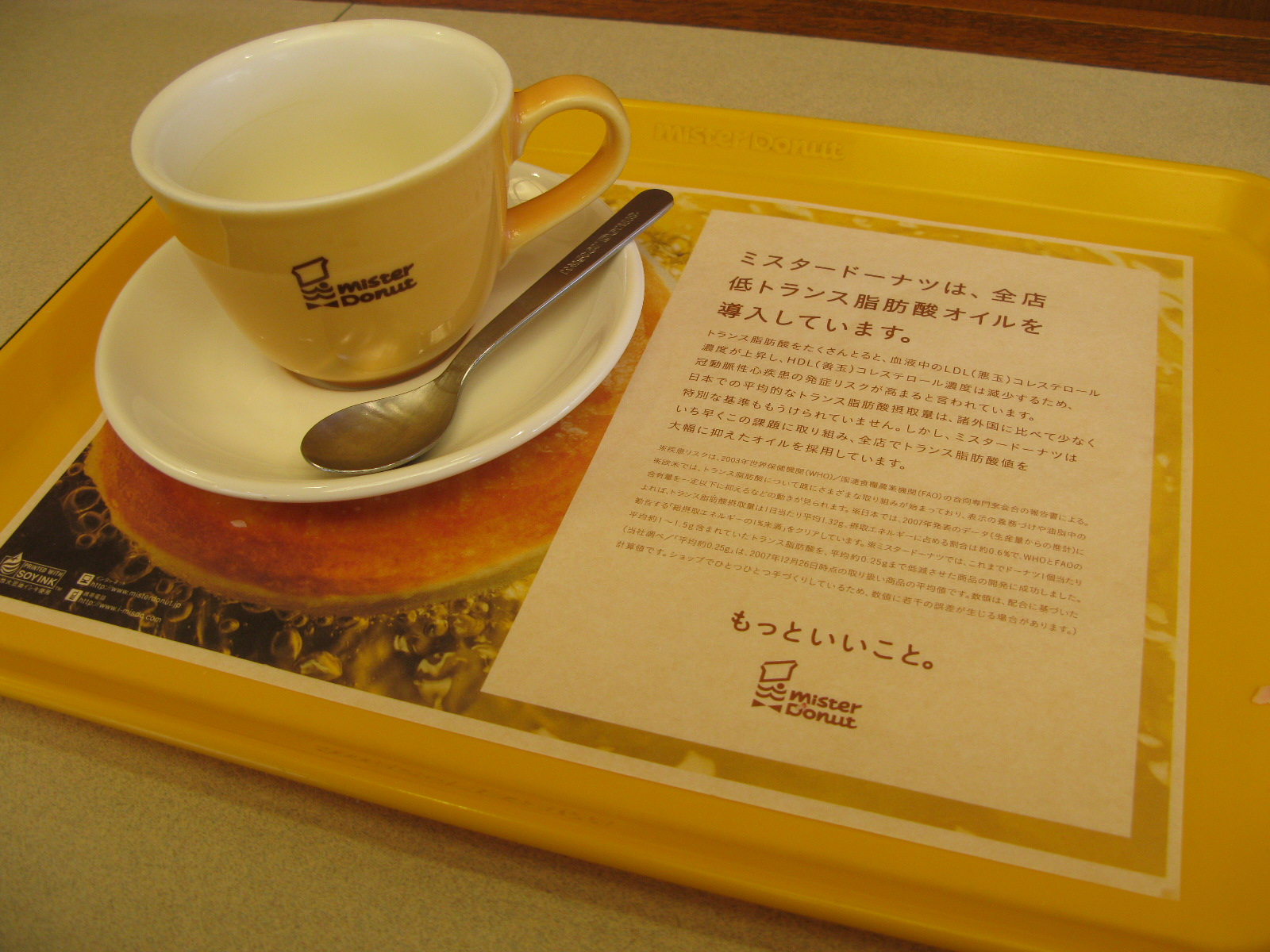
Bandeja em uma cafeteria japonesa.

- Bandeja de mordomo muitas vezes tem uma galeria, ou uma aba, alças nas laterais para facilitar o carregamento (geralmente cortada da aba), e um suporte portátil com pernas dobráveis. É utilizada para o serviço de bebidas e geralmente serve como uma mesa lateral conveniente.
- Bandeja de café ou bandeja de cafeteria é usada para o transporte de itens em uma cafeteria. Ela é geralmente feito de plástico ou fibra de vidro.
- Bandeja com compartimentos ou bandeja de bandejão é uma bandeja de plástico  ou aço inoxidável destinada a ser usada diretamente, sem pratos - que possui compartimentos rasos em que diferentes tipos de alimentos são colocados.
- bandeja giratória ou Lazy Susan é uma bandeja giratória, usualmente circular, colocada no topo de uma mesa para auxiliar no transporte de alimentos em uma grande mesa ou bancada.
- Bandeja cirúrgica, usada para transportar instrumentos cirúrgicos. São retangulares e feitas de aço inoxidável para resistir ao calor da esterilização sem corrosão.
- Em horticultura, bandejas de sementes são usadas para propagar produtos hortícolas, flores e outras plantas a partir de sementes. [2]